# Château Craigdarroch
Le Château Craigdarroch, à Victoria, en Colombie-Britannique, au Canada, témoigne de la grandeur de l'époque victorienne et de l'architecture baronniale écossaise. Désigné lieu historique national du Canada, il revêt une immense importance culturelle et architecturale au sein de la ville de Victoria.

## Histoire
La construction du Château Craigdarroch (Lieux rochaux aux chênes en gaélique) commence à la fin du XIXe siècle, avec pour vision de servir de demeure luxueuse au célèbre magnat du charbon Robert Dunsmuir et à son épouse, Joan. Le décès de Robert en avril 1889, avant l'achèvement du Château, entraîne la supervision des travaux par ses fils, Alexander et James. James, qui a notamment dirigé la construction d'un autre grand édifice, le Château Hatley, situé à Colwood, en Colombie-Britannique, où il a résidé avec sa famille.
À la suite du décès de Joan Dunsmuiren 1908, le domaine passe, par l'intermédiaire de ses héritiers, entre les mains du spéculateur foncier Griffith Hughes, qui subdivise le terrain en vue d'un développement potentiel. Pour relancer les ventes dans un marché immobilier atone, Griffith Hughes organise un tirage au sort avec le château comme grand prix. Solomon Cameron est l'heureux gagnant, mais renonce ensuite à la propriété en raison de difficultés financières. Par conséquent, la Banque de Montréal en devient propriétaire en 1919.
Le Château Craigdarroch a connu diverses fonctions au fil des années, ayant servi comme hôpital militaire, collège, siège administratif du Conseil scolaire de Victoria, et conservatoire de musique, avant d’être transformé en musée historique en 1979. Aujourd'hui, il est géré par l'Association du Musée Historique du Château Craigdarroch, un organisme à but non lucratif, et attire environ 150 000 visiteurs chaque année. En 1992, le Château a obtenu la prestigieuse désignation de Lieu historique national du Canada, soulignant sa signification culturelle durable. Tout au long de son existence, le Château Craigdarroch a été étroitement associé à six entités principales, chacune ayant laissé une marque indélébile sur sa riche histoire.

## Histoire du Château
- 1887-1890 Construction de Craigdarroch
- 1890-1908 Occupation par Joan Dunsmuir
- 1910-1919 Possession par Solomon Cameron
- 1919-1921 Hôpital militaire
- 1921-1946 Collège Victoria
- 1946-1968 Conseil scolaire de Victoria
- 1969-1979 Conservatoire de Musique de Victoria
- 1969-présent Musée Historique

## Fonctionnement du musée

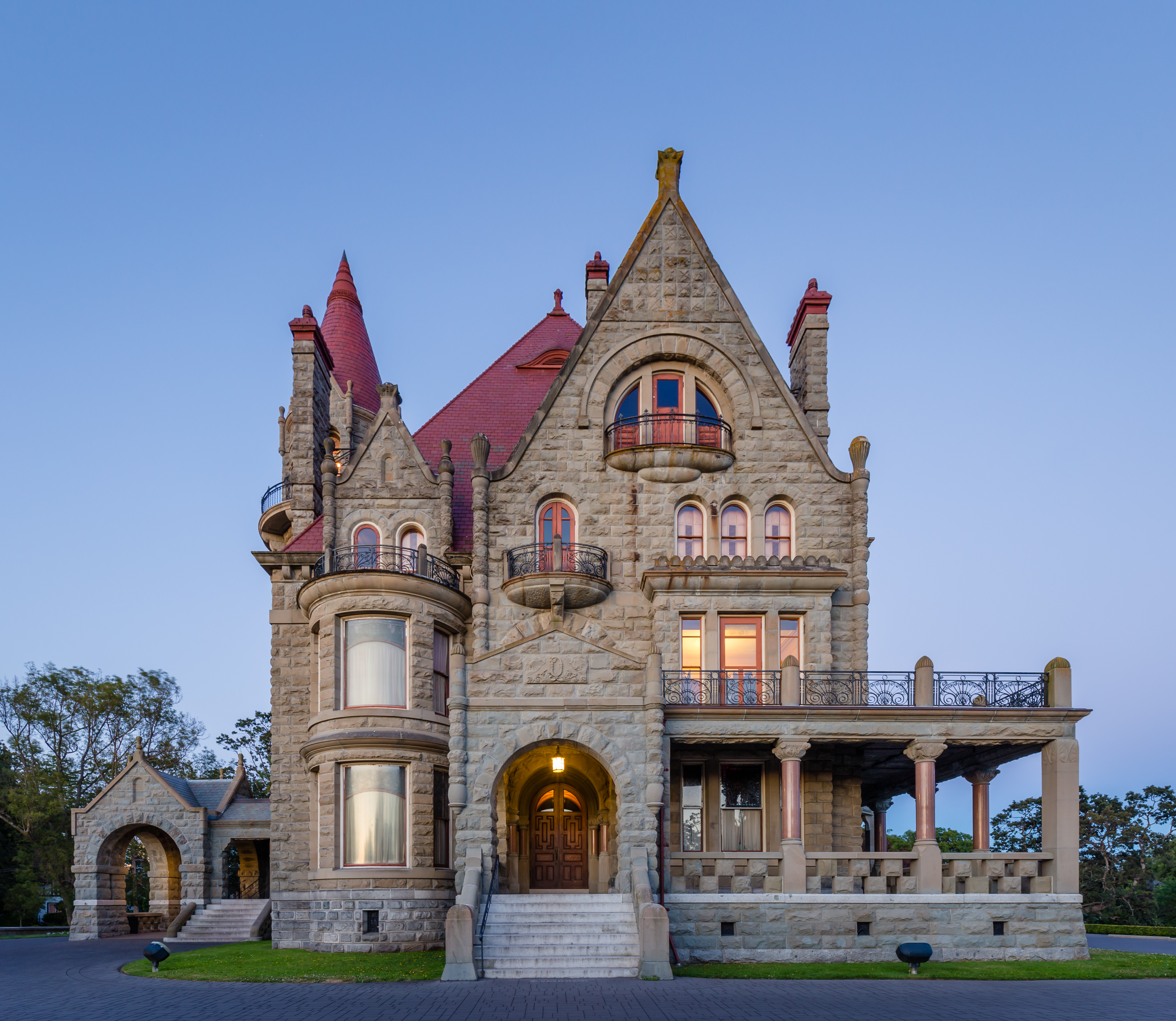
Vue de l'ouest

Aujourd'hui, le Château Craigdarroch fonctionne comme un musée voué à la préservation et à la mise en valeur de l'histoire et du patrimoine culturel de la province. Géré par l'Association du Musée Historique du Château Craigdarroch, il propose des visites guidées et des expositions visant à sensibiliser les visiteurs à son passé riche et complexe.
Le musée dépend des revenus générés par les billets d'entrée, les ventes à la boutique de souvenirs, ainsi que des contributions des donateurs et des membres pour soutenir ses activités et financer ses efforts de restauration. Le Château Craigdarroch témoigne de l'engagement de ses partisans et bénévoles et incarne son importance en tant que repère historique et culturel à Victoria et au Canada.

## Architecture
Le Château Craigdarroch est un exemple emblématique du style Château, ces vastes demeures construites par les magnats ayant prospéré grâce à la révolution industrielle en Amérique du Nord. Édifié entre 1887 et 1890, le coût de construction du Château reste incertain, les estimations contemporaines variant de 185 000 à 500 000 dollars canadiens, terrain inclus.

Mesurant plus de 2 350 m2, la demeure compte 39 pièces, 17 cheminées et une tour accessible par 87 marches. Situé sur un domaine de plus de 11 hectares, le nom "Craigdarroch", d'origine gaélique, se traduit par "lieu rocheux de chênes", décrivant parfaitement l'écosystème riche en chênes de Garry du quartier de Rockland où se trouve le Château. Aujourd'hui, le domaine du Château s’étend sur un peu moins d’un hectare, comprenant une grande pelouse au sud.

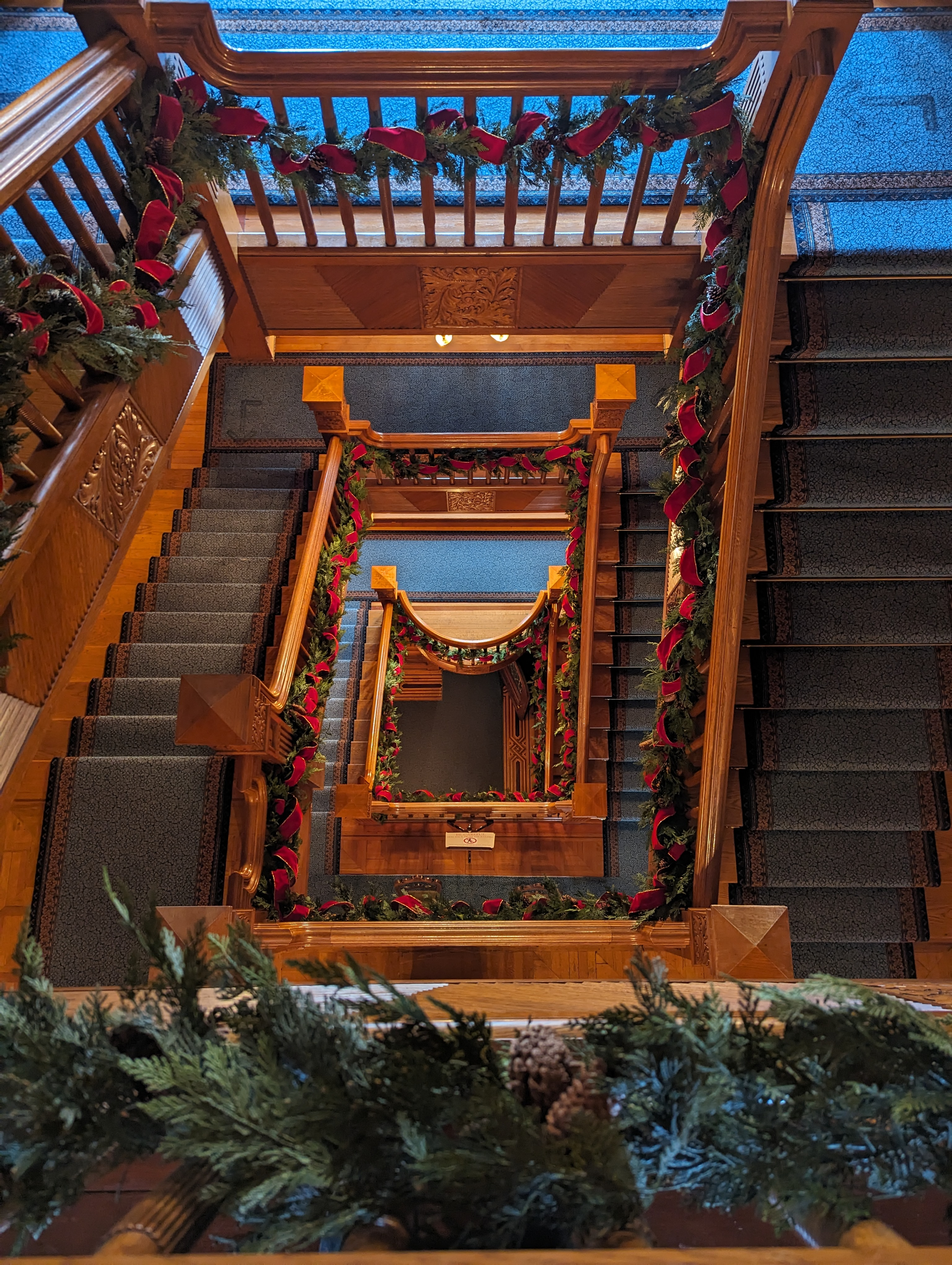
Vue du troisième étage du Château Craigdarroch pendant la période des fêtes.

Conçu par Warren Heywood Williams et Arthur Lorenzo Smith de Portland, en Oregon, les plans de construction originaux du Château Craigdarroch restent inconnus ; seule une photo de l'intérieur datant de l'époque où les Dunsmuir y résidaient a été retrouvée jusqu'à ce jour. Les caractéristiques uniques de cette ancienne résidence incluent les boiseries et les parquets, fabriqués par la compagnie A.H. Andrews de Chicago, en Illinois. Des éléments préfabriqués, tels que les escaliers, les portes, les cadres de fenêtres et 2 128 panneaux de bois, ont été expédiés de Chicago à Victoria pour la construction. Les volets ont été fournis par la compagnie Willer Blind de Milwaukee, au Wisconsin. Les boiseries de la salle principale et de l'escalier sont en chêne blanc, probablement issu des terres appartenant à la compagnie Andrews dans l'Arkansas. Les autres types de bois utilisés incluent de l'acajou d'Espagne (pour la bibliothèque), du séquoia (pour le vestibule), du merisier (pour la salle à manger) et du koa hawaïen (pour le salon). Le parquet présente des motifs variés à travers tout le Château, intégrant divers bois tels que l'ébène, le palissandre, le noyer, l'érable, le houx et le teck.
De plus, le Château Craigdarroch abrite l'une des plus importantes collections in situ de vitraux de l’ère victorienne en Amérique du Nord, tous les vitraux originaux ayant été fabriqués par Pacific Art Glass Works de San Francisco.
Le Château présente également des sols recouverts de tuiles encaustiques de l'ancienne manufacture britannique de céramique Minton. Fabriquées selon des techniques traditionnelles, ces tuiles présentent des motifs complexes et des couleurs riches typiques de l'ère victorienne. Le travail artisanal méticuleux contribue à la signification architecturale du Château, offrant aux visiteurs un aperçu des tendances de l'époque. Les tuiles au sol dans la tour restent une caractéristique notable du Château Craigdarroch, illustrant son héritage et ajoutant à sa valeur culturelle.

### Exemple du Salon

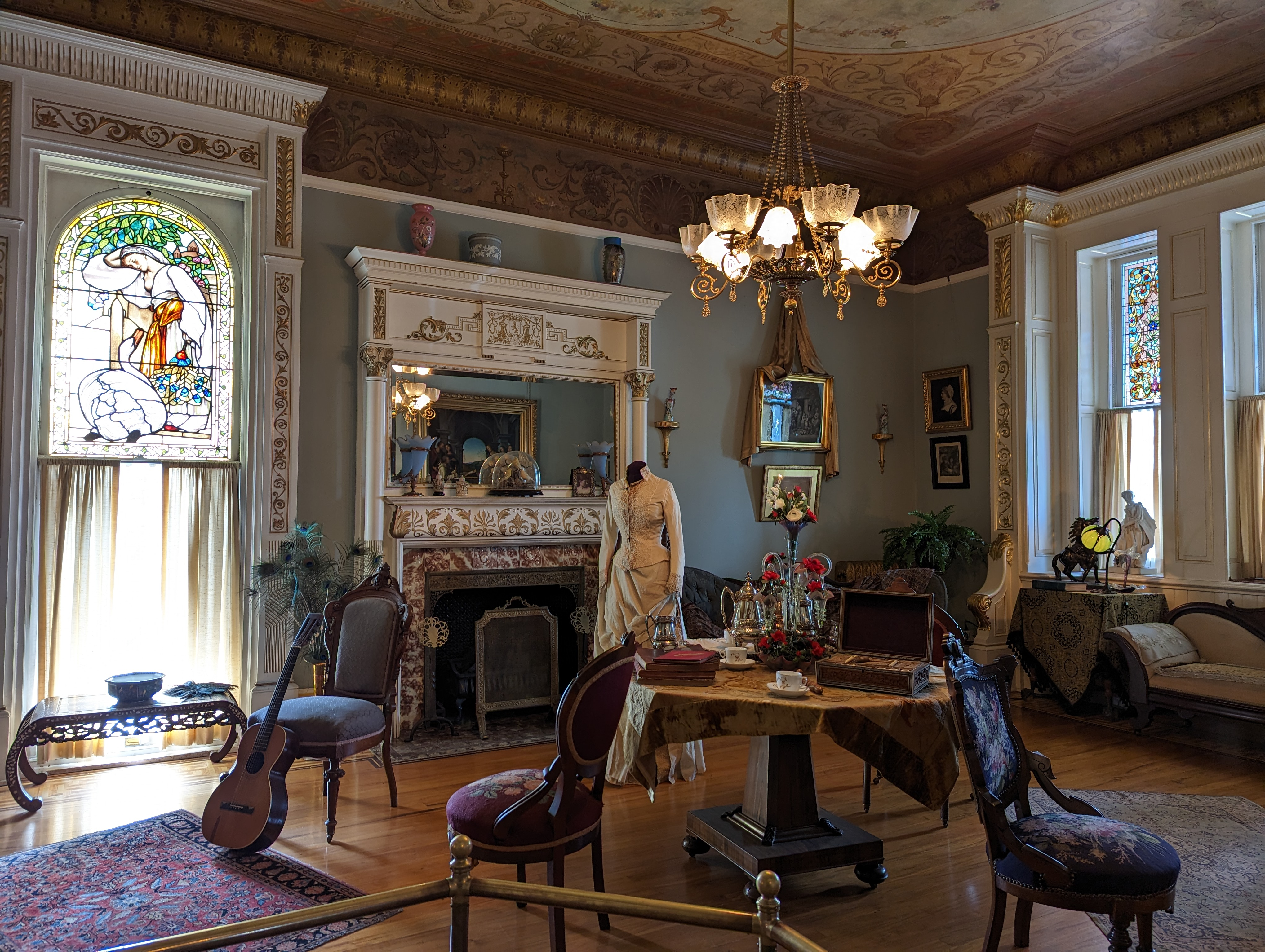
Côté ouest du Salon – appelé Drawing Room en anglais, un terme dérivant de l’idée de se retirer ("withdraw"). C'était ici que les filles Dunsmuir se retiraient après le dîner.

Le Salon du Château Craigdarroch servait de lieu de réception formel pour accueillir les invités, une partie étant probablement réservée aux réunions familiales. Les dames se retiraient dans le Salon avant d’être rejointes par les hommes plus tard dans la soirée. Il est à noter que le vitrail représentant une femme avec un cygne dans la pièce est une réplique de l’original. Ce vitrail est basé sur une œuvre intitulée Odalisque, réalisée par Sir Frederic Leighton en 1862. Le vitrail original a malheureusement été endommagé par une boule de neige en 1927, mais la réplique est fidèle à l’original.
Le plafond d'origine de la pièce, peint à la main, a été endommagé et recouvert en 1935 lorsque le Château était utilisé comme collège. Cependant, de 1995 à 2007, d’importants travaux de restauration ont été réalisés pour enlever les cinq couches de peinture industrielle, révélant la fresque originale. Ce processus méticuleux a impliqué le scellement de la fresque avec une couche de vernis transparent sans acide pour sa préservation, ainsi que la réalisation de retouches. Il semble que cette pièce soit la seule du Château à posséder une peinture décorative au plafond. Dans la partie sud-est de la pièce, une petite section du pochoir d'origine sous la corniche a été découverte. Cette découverte a permis de créer un modèle pour reproduire le motif du pochoir dans toute la pièce. À l'origine, les moulures auraient été de couleur crème, avec des accents en feuille d’or sur les feuilles d’acanthe. Le plancher du Salon est en koa hawaïen, un bois couramment utilisé par les luthiers pour les guitares et les ukulélés, ajoutant une ambiance unique à cette pièce. Tout au long de son histoire, le Salon a servi à diverses fins, notamment comme salle de loisirs pour les patients lorsque le Château était utilisé comme hôpital, salle de classe durant les années collège, et bureau pendant les années du conseil scolaire.

## Artefacts

Intérieur principal du Château Craigdarroch

L’Association du Musée Historique du Château Craigdarroch conserve une collection remarquable de plus de 9 000 artefacts datant de l'époque victorienne. Environ 10 % de ces artefacts appartenaient à la famille Dunsmuir, tandis que les artefacts restants, soigneusement sélectionnés, proviennent également de la période victorienne, enrichissant ainsi l'expérience immersive des visiteurs explorant le Château Craigdarroch.
Un moment crucial dans l'histoire du Château Craigdarroch fut la vente aux enchères de son contenu, soit les effets personnels des Dunsmuir, qui fut ouverte au public les 21, 22 et 23 juin 1909. Un catalogue a été méticuleusement élaboré pour l'occasion. Publié à Victoria, en Colombie-Britannique, par le commissaire-priseur H.W. Davies, ce catalogue a servi de guide pour découvrir les objets disponibles à l'acquisition. Pour l’Association du Musée Historique du Château Craigdarroch, ce catalogue est devenu un outil précieux dans sa mission de préserver et de promouvoir le riche patrimoine du Château.
S'appuyant sur cette documentation complète, l’Association du Musée Historique du Château Craigdarroch s’est lancée dans une quête pour récupérer les artefacts originaux dispersés ou trouver des objets similaires, assurant ainsi la continuité du récit historique des lieux. Aujourd'hui, le Château Craigdarroch est non seulement un monument à la splendeur victorienne, mais aussi un témoignage de l'engagement indéfectible de l’Association à préserver cet héritage pour les générations à venir.

### Voici quelques exemples d'artefacts

#### Bourse

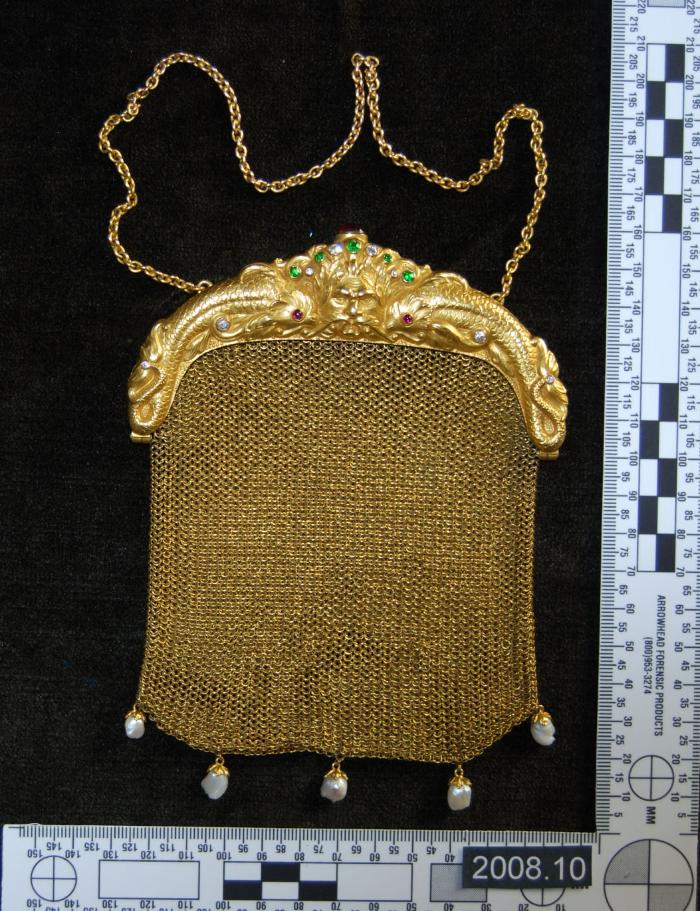
Cette bourse a autrefois appartenu à Laura Dunsmuir (née Surles), également connue sous le nom de Madame James Dunsmuir, et était utilisée par elle au début du XXe siècle.

Cette bourse en maille d'or de 14 carats est un artefact qui reflète l'opulence et le savoir-faire raffiné de l'époque victorienne. Ornée de pierres précieuses telles que des diamants, des pierres vertes (possiblement des olivines, des grenats démantoïdes ou des tsavorites), des rubis cabochons et des pendentifs de perles baroques d'eau douce, cet accessoire incarne le luxe. Un élément notable est le cadre en or, orné d'un monogramme complexe avec les initiales "LD", représentant Laura Dunsmuir. Cette touche personnalisée ajoute une dimension historique unique, reliant l'artefact à son illustre propriétaire et illustrant les goûts raffinés de la haute société victorienne.

#### Grand piano

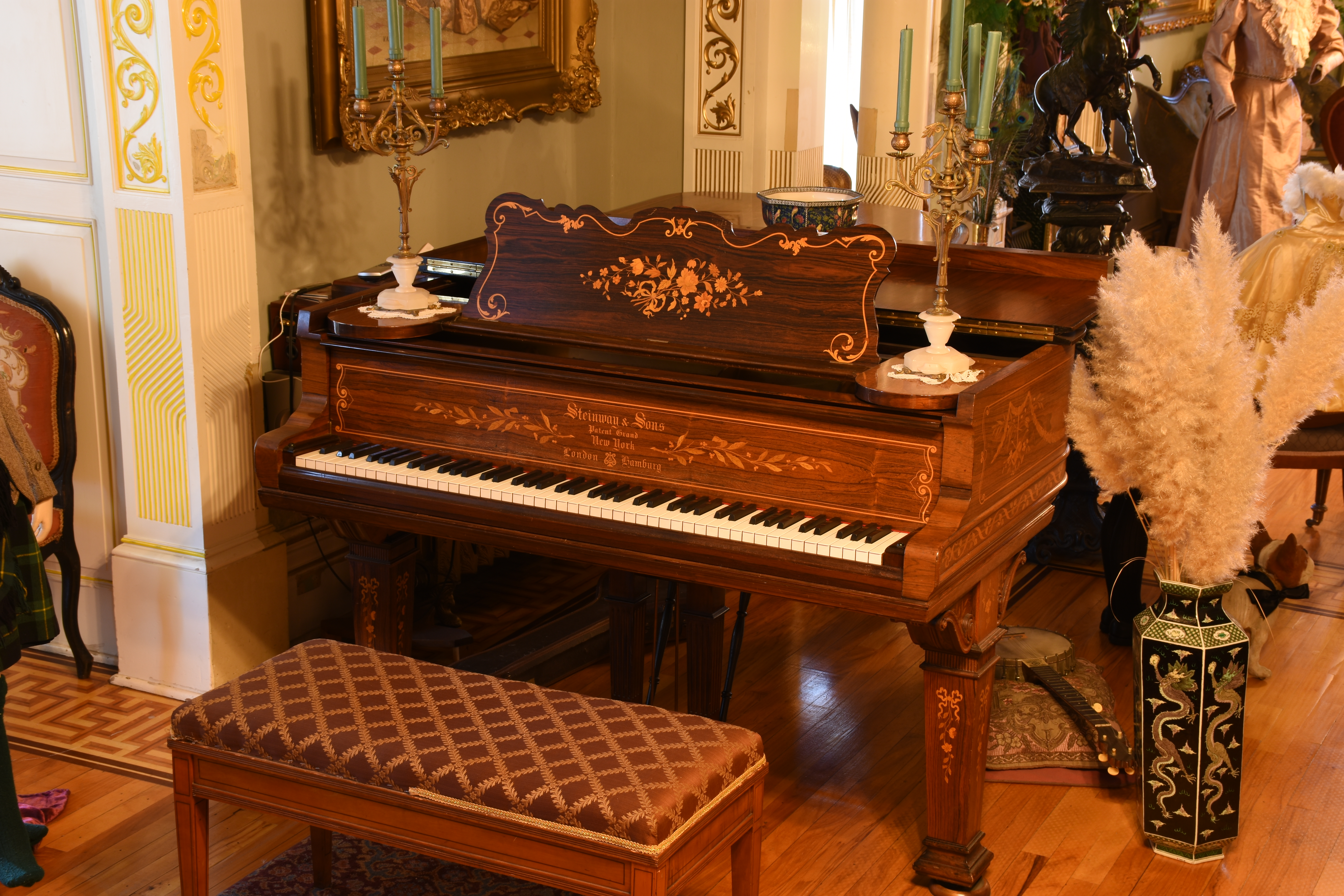
Ce piano en palissandre a été commandé à la manufacture Steinway & Sons de New York par Alexander Dunsmuir le 16 novembre 1898.

Le piano Steinway modèle B (211 cm), commandé par Alexander Dunsmuir, est un exemple remarquable du savoir-faire en manufacture de pianos acoustiques de l'époque. Sa caisse en palissandre est ornée de motifs complexes de marqueterie, représentant de longues guirlandes drapées, des instruments de musique et des feuilles. La face de couverture du clavier affiche le nom du fabricant, encadré de motifs délicats de feuilles. Les pieds de style Empire, décorés de marqueterie, soutiennent la caisse, tandis que le couvercle et le dessus articulés présentent des images de feuilles et d'instruments de musique. Une partition musicale enroulée ajoute une touche finale d'élégance. Cet instrument illustre la rencontre entre l'art et la musique de son époque.

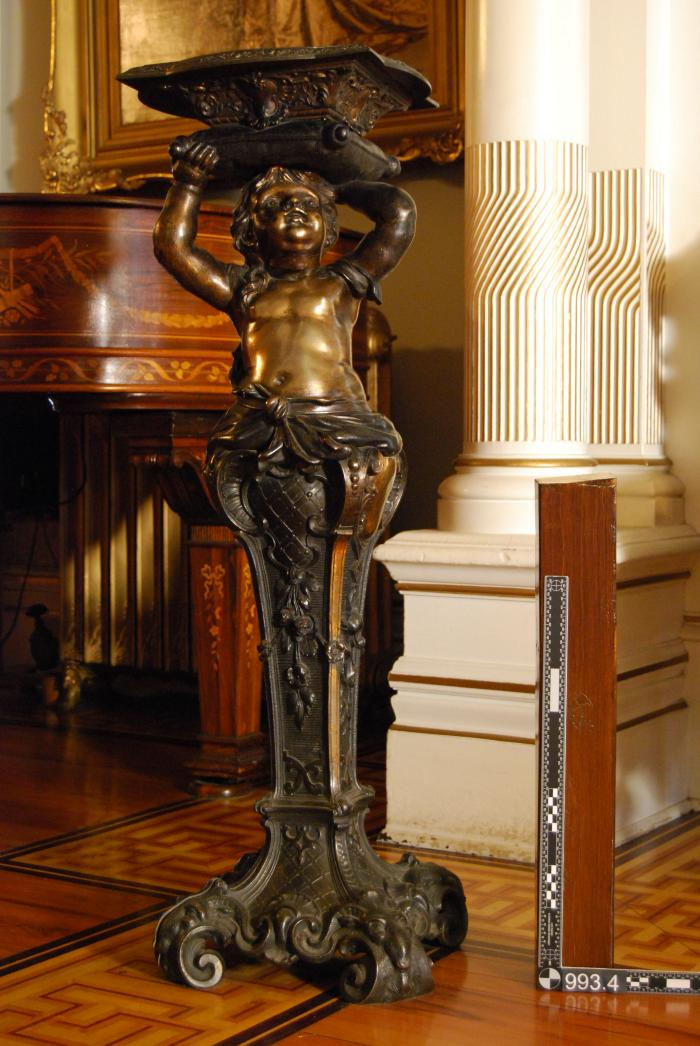
Ce socle a été utilisé par la famille Dunsmuir au Château Craigdarroch jusqu'à sa vente en tant que lot no 175 lors de la vente aux enchères organisée par les exécuteurs testamentaires de Joan Dunsmuir le 21 juin 1909.

#### Piédestal
Le socle en bronze moulé et patiné se distingue par un putto aux bras et au torse nus, soutenant un coussin sur sa tête. Sur ce coussin repose un plateau rectangulaire. Au lieu de jambes, le tronc du putto repose sur un socle orné sur ses quatre côtés, chaque pied étant décoré d'une tête de lion. Cette conception complexe ajoute une touche d'élégance classique à la pièce. Associé à Robert Dunsmuir et Joan Olive Dunsmuir, le socle avait probablement une valeur esthétique et symbolique significative dans leur collection.

## Tournage au Château Craigdarroch
L'organisme à but non lucratif loue tout ou une partie de la propriété pour diverses occasions, telles que des mariages, des événements d'entreprise et des rassemblements historiques. Le Château Craigdarroch a également servi de lieu de tournage pour plusieurs films et émissions de télévision, notamment : 
- Le clip Cold as Ice (1978) de l'actrice Cheryl Ladd de Drôles de dames
- Le pilote de la série télévisée Take Off (1981)
- Le film policier réalisé pour HBO The Glitter Dome (1984)
- Le film d'action et de mystère L'Homme qui refusait de mourir (1995)
- Le film dramatique Les Quatre Filles du docteur March (1994)
- La comédie Richie Rich (1994)
- La série télévisée diffusée sur A&E Network de 1994 à 2005, America's Castles
- La comédie Le Duc (1999)
- La série télévisée de science-fiction diffusée à l'origine sur Showtime de 1994 à 2005 Au-delà du réel : L'aventure continue, dans l'épisode Ripper (1999)
- La comédie familiale Spooky House (2002)
- La comédie d'espionnage Comme chiens et chats (2001)
- Le thriller The Secret (2012)
- La série télévisée d'action/aventure en direct Spooksville diffusée sur le réseau Hub de 2013 à 2014.
- Le clip Quality Time de Jesse Roper (2015)
- Le film d'horreur et comique Sardaar Ji (2015)
- Le lieu de tournage clé du film d'horreur The Boy (2016)
- Le clip THE MAN de Kays Onyewuchi (2018)
- Le film d'horreur surnaturel The Boy : La Malédiction de Brahms (2020)
- Le clip Few Days de Karan Aujla et Amantej Hundal (2021)
- Le film d'horreur Under Wraps 2 (2021)
- Le film d'horreur The Inheritance (2024)

## Livres
(octobre 2024).
Une sélection de livres sur le Château Craigdarroch et son histoire comprend :
- Craigdarroch Castle in 21 Treasures, de Moira Dann (2021), livre de poche de 144 pages publié par TouchWood Editions.  (ISBN 9781771513487)
- The Dunsmuir Saga, de Terry Reksten (1991), livre de poche de 290 pages publié par Douglas and McIntyre Ltd.  (ISBN 9781550540703)
- Glorious Victorian Homes 150 Years of Architectural History in British Columbia's Capital, par Nick Russell (2016), livre à couverture souple de 232 pages publié par TouchWood Editions. (ISBN 9781771511865)
- Vancouver Island Scoundrels, Eccentrics and Originals Tales from the Library Vault, de Stephen Ruttan (2014), livre à couverture souple de 192 pages publié par TouchWood Editions.  (ISBN 9781771510721)
- City in Color Rediscovered Stories of Victoria's Multicultural Past, de May Q. Wong (2018), livre à couverture souple de 352 pages publié par TouchWood Editions.  (ISBN 9781771512855)
- Craigdarroch Castle Canada's Castle, par Craigdarroch Castle (2014), livre à couverture souple publié par la Craigdarroch Castle Historical Museum Society.  (ISBN 9780993714504)
- Craigdarroch: The Story of Dunsmuir Castle, de Terry Reksten (1987), livre de poche de 110 pages publié par Orca Book Publishers.  (ISBN 9781459823846)
- Craigdarroch Military Hospital, par Bruce Davies (2019), livre de poche de 135 pages publié par la Craigdarroch Castle Historical Museum Society.  (ISBN 9780993714511)
- Through The Gate, de Kay Jordan (2020), livre de poche de 364 pages publié par Kay Publishing.  (ISBN 9781999227906)
- Victoria's Castles, de Paul G. Chamberlain (2012), livre de poche de 131 pages publié par TouchWood Editions.  (ISBN 9780973431704)

## Voir également
- Liste des lieux patrimoniaux de Victoria
- Lieu historique national du parc Hatley
- Dunsmuir, Californie